# NGC 7048
NGC 7048 est une nébuleuse planétaire située dans la constellation du Cygne. NGC 7048 a été découverte par l'astronome français Édouard Stephan en 1878.

NGC 7048 par NOIRLab (National Optical-Infrared Astronomy Research Laboratory).

## Observation
Avec une magnitude visuelle apparente de 11,3, on doit utiliser un télescope dont l'ouverture est d'au moins 200 mm pour l'observer.  

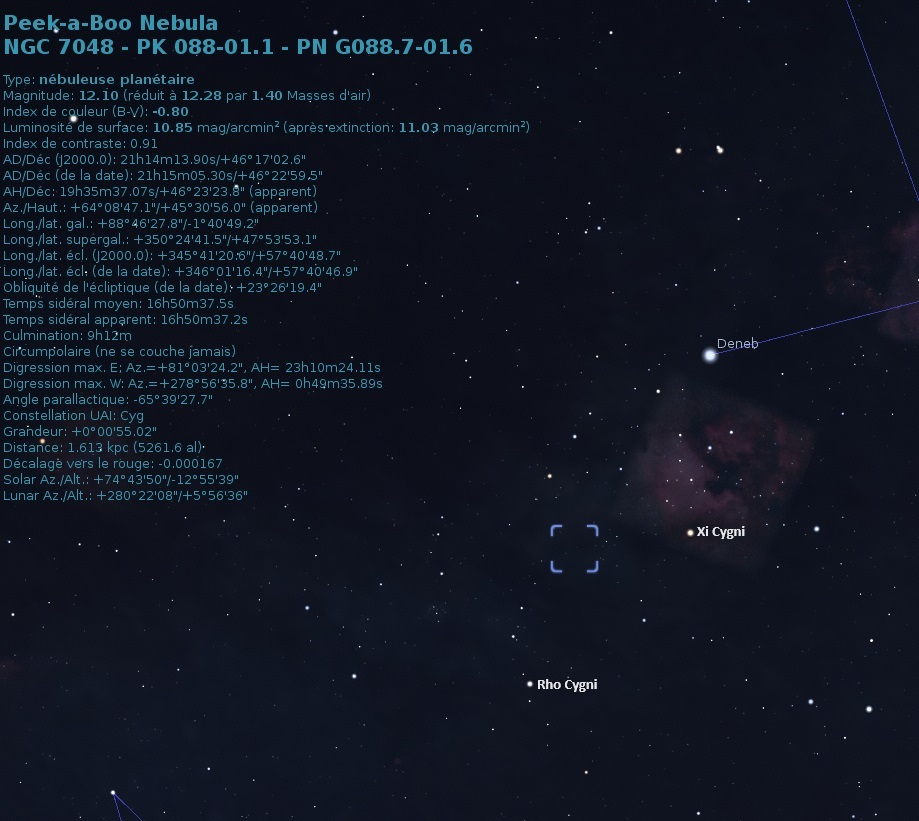
Emplacement de NGC 7048 dans la constellation du Cygne (Stellarium).

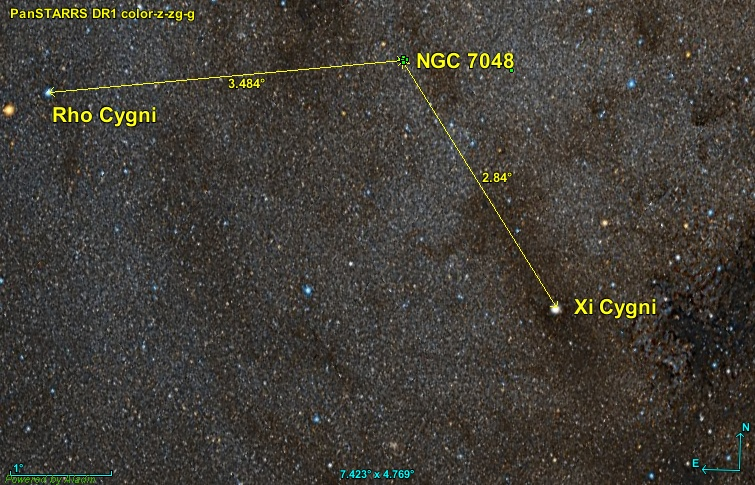
Position de NGC 7048 par rapport à deux étoiles du Cygne.

La nébuleuse NGC 7048 est située à environ 2,85 degrés au nord-est de Xi Cygni et à environ 3,5 degrés au nord-ouest de Rho Cygni.

## Caractéristiques

### Distance, taille et vitesse
Le logiciel en ligne Aladin Lite permet de consulter les données astronomiques de plusieurs catalogues, dont le « GAIA EARLY DATA RELEASE 3 (GAIA EDR3) ». Pour NGC 7048, Gaia EDR3, la parallaxe de NGC 7048 est égale à 0,627 5 ± 0,212 3 mas, ce qui correspond des valeurs de la distance comprises entre environ 1 191 pc (∼3 880 al) et environ 2 409 pc (∼7 860 al) (1594 +815
−403 pc).
Deux distances semblables sont aussi indiquées sur la base de données Simbad : 1,534 ± 0,307 kpc (∼5 000 al) et environ 1 613 pc (∼5 260 al). 
La taille apparente de la nébuleuse est de 1,02 minutes d'arc, ce qui, compte tenu de la distance et grâce à un calcul simple, équivaut à une taille réelle comprise entre de 1,15 al et 2,33 al (1,54 +0,79
−0,39 al).

### Sa structure et son étoile centrale
La nébuleuse présente un forme elliptique avec deux régions légèrement plus brillantes à l'est et à l'ouest. Les images en infrarouges suggèrent une forme bipolaire semblable à un papillon, inclinée à 60° de notre ligne de vision. NGC 7048 est considérée comme une nébuleuse très évoluée dont l'âge se situe entre 35 000 et 41 000 ans.
Dans les images captées par les émissions des molécules d'hydrogène (H2), le halo de la nébuleuse a une forme ronde avec de légères déformations. La région interne de la nébuleuse est déplacée vers le sud par rapport au centre du halo. Les émissions H2 sont plus fortes dans les régions nord-sud que dans celle est-ouest, ce qui est assez intrigant. 
La température de l'étoile centrale avoisine les 148 000 K.